# Nati nel 1909/Marzo
| Questa pagina contiene informazioni ricavate automaticamente dalle voci biografiche con l'ausilio del template Bio e di un bot. L'aggiornamento è periodico e automatico e ricostruisce completamente la pagina. Se manca una persona in questa lista, sei pregato di non aggiungerla, ma accertati piuttosto che la sua voce biografica contenga il template Bio e che i dati anagrafici siano correttamente compilati. Se il template Bio manca, inseriscilo tu stesso o, in alternativa, metti l'avviso {{tmp\|Bio}} che ne segnala la mancanza. Se i dati riportati sono sbagliati, correggi direttamente la voce biografica; le modifiche saranno visibili in questa lista entro pochi giorni. Per chiarimenti vedi il progetto biografie. La lista contiene solo le 144 persone che sono citate nell'enciclopedia e per le quali è stato implementato correttamente il template Bio. Pagina aggiornata al 10 ago 2025. |

- 1º marzo - Eugene Esmonde, militare e aviatore inglese († 1942)
- 1º marzo - Antonio Folco, ciclista su strada italiano († 1983)
- 1º marzo - Mario Mirabella Roberti, archeologo italiano († 2002)
- 1º marzo - Lois Moran, attrice statunitense († 1990)
- 2 marzo - Dante Maggio, attore italiano († 1992)
- 2 marzo - Mel Ott, giocatore di baseball e allenatore di baseball statunitense († 1958)
- 3 marzo - Lorenzo De Antiquis, cantastorie italiano († 1999)
- 3 marzo - Arturo Gemmiti, regista italiano († 1991)
- 3 marzo - Gerardo Ottani, calciatore italiano († 1997)
- 3 marzo - Piero Pavesio, compositore, pianista e cantante italiano († 1969)
- 4 marzo - Tsuneyoshi Takeda, principe, militare e dirigente sportivo giapponese († 1992)
- 4 marzo - Bertil von Wachenfeldt, velocista svedese († 1995)
- 5 marzo - Josef Bergmaier, calciatore tedesco († 1943)
- 5 marzo - Cesare Ghezzi, rugbista a 15, allenatore di rugby a 15 e dirigente sportivo italiano († 1996)
- 5 marzo - Felix Ley, missionario e vescovo cattolico statunitense († 1972)
- 5 marzo - Leo Nielsen, ciclista su strada danese († 1968)
- 5 marzo - Patativa do Assaré, poeta, scrittore e cantastorie brasiliano († 2002)
- 5 marzo - Sayo Fukuko, attrice giapponese († 1989)
- 5 marzo - Richard Steere, schermidore statunitense († 2001)
- 5 marzo - András Székely, nuotatore ungherese († 1943)
- 6 marzo - Mario Ciusa Romagna, educatore, saggista e politico italiano († 2006)
- 6 marzo - Stanisław Jerzy Lec, scrittore, poeta e aforista polacco († 1966)
- 6 marzo - Manlio Nistri, attore teatrale, regista e scenografo italiano († 1968)
- 6 marzo - Shōhei Ōoka, scrittore giapponese († 1988)
- 6 marzo - Bill Schindler, pilota automobilistico statunitense († 1952)
- 7 marzo - André Abegglen, allenatore di calcio e calciatore svizzero († 1944)
- 7 marzo - Giacomo Calandrone, politico, giornalista e sindacalista italiano († 1975)
- 7 marzo - Gian Paolo Callegari, giornalista, scrittore e sceneggiatore italiano († 1982)
- 7 marzo - Giorgio Dardanelli, ingegnere italiano († 1978)
- 7 marzo - Jurij Jankelevič, violinista e docente sovietico († 1973)
- 7 marzo - Irving Lerner, regista e giornalista statunitense († 1976)
- 7 marzo - Léo Malet, scrittore francese († 1996)
- 7 marzo - Roger Revelle, geologo e oceanografo statunitense († 1991)
- 7 marzo - Ryszard Siwiec, patriota polacco († 1968)
- 8 marzo - Ettore Padovani, maratoneta italiano
- 8 marzo - Gianni Pons, sceneggiatore e regista italiano († 1975)
- 8 marzo - László Rajk, politico ungherese († 1949)
- 8 marzo - Paula Strasberg, attrice teatrale e insegnante statunitense († 1966)
- 9 marzo - Agostino Bertolotto, calciatore e allenatore di calcio italiano
- 9 marzo - Camillo Erba, ciclista su strada italiano († 1961)
- 9 marzo - Rodolphe Hiden, allenatore di calcio e calciatore austriaco († 1973)
- 9 marzo - Franco Magnani, generale italiano († 1965)
- 10 marzo - André Bonin, schermidore francese († 1998)
- 10 marzo - LeRoy Collins, politico e avvocato statunitense († 1991)
- 10 marzo - Gerard Croiset, sensitivo olandese († 1980)
- 10 marzo - Edoardo Marino, politico, avvocato e sindacalista italiano († 2004)
- 11 marzo - Lauri Lehtinen, calciatore finlandese († 1991)
- 11 marzo - Ādolfs Sīmanis, calciatore lettone († 1979)
- 12 marzo - Francesco Alziator, antropologo, filologo e letterato italiano († 1977)
- 12 marzo - Ennio Bacchio, calciatore italiano
- 12 marzo - Michael Joseph Begley, vescovo cattolico statunitense († 2002)
- 12 marzo - Gustave Roth, pugile belga († 1982)
- 12 marzo - Alexandre Varille, egittologo francese († 1951)
- 12 marzo - Nicolò Vittori, canottiere italiano († 1988)
- 12 marzo - Barbara Willard, scrittrice britannica († 1994)
- 13 marzo - Sivar Arnér, scrittore svedese († 1997)
- 13 marzo - Bruno Simonucci, politico italiano († 1983)
- 13 marzo - Ladislav Čulík, calciatore cecoslovacco († 1987)
- 14 marzo - Pierre Cloarec, ciclista su strada francese († 1994)
- 14 marzo - Léon Le Calvez, ciclista su strada francese († 1995)
- 14 marzo - Alberto Macchi, calciatore e allenatore di calcio italiano († 1975)
- 14 marzo - André Pieyre de Mandiargues, scrittore, drammaturgo e traduttore francese († 1991)
- 14 marzo - Robert Serber, fisico statunitense († 1977)
- 14 marzo - William Montgomery Watt, orientalista e storico delle religioni britannico († 2006)
- 14 marzo - Leonard von Matt, fotografo svizzero († 1988)
- 15 marzo - Theo Breuer, calciatore tedesco († 1980)
- 16 marzo - Robert Lewis, attore e regista statunitense († 1997)
- 16 marzo - Ernesto Nathan Rogers, architetto e teorico dell'architettura italiano († 1969)
- 17 marzo - Ken Anderson, direttore artistico, sceneggiatore e disegnatore statunitense († 1993)
- 17 marzo - Friedrich Buchardt, militare tedesco († 1982)
- 17 marzo - Ramchandra Narayan Dandekar, indologo indiano († 2001)
- 17 marzo - Henryk Ganzera, lottatore polacco († 1983)
- 17 marzo - Manuel Soeiro, calciatore portoghese († 1977)
- 19 marzo - Renato De Manzano, calciatore italiano († 1968)
- 19 marzo - Atilio Demaría, calciatore e allenatore di calcio argentino († 1990)
- 19 marzo - Nell Hall Hopman, tennista australiana († 1968)
- 19 marzo - Louis Hayward, attore britannico († 1985)
- 19 marzo - Eva Riccioli, musicista, editrice e compositrice italiana († 1995)
- 19 marzo - Elżbieta Zawacka, partigiana polacca († 2009)
- 20 marzo - Silvio Angelucci, militare e aviatore italiano († 1942)
- 20 marzo - Giorgio Candeloro, storico italiano († 1988)
- 20 marzo - Aristide Colonna, filologo classico e grecista italiano († 1999)
- 20 marzo - Judith Evelyn, attrice statunitense († 1967)
- 20 marzo - Jerre Mangione, saggista statunitense († 1998)
- 20 marzo - Alessandro Morino, politico italiano († 1969)
- 20 marzo - Paride Romagnoli, lottatore italiano († 1992)
- 21 marzo - Angelo Arpa, critico cinematografico, scrittore e gesuita italiano († 2003)
- 21 marzo - Irakli Bagration-Mukhrani, principe georgiano († 1977)
- 21 marzo - Santiago Núñez Sánchez, calciatore e allenatore di calcio spagnolo († 1992)
- 21 marzo - Francesco Riviera, calciatore italiano
- 21 marzo - Elio Romano, pittore italiano († 1996)
- 22 marzo - Giovanni Alessio, linguista e glottologo italiano († 1984)
- 22 marzo - Milt Kahl, animatore statunitense († 1987)
- 22 marzo - Walter Motz, fondista tedesco
- 22 marzo - Nathan Rosen, fisico statunitense († 1995)
- 22 marzo - Gabrielle Roy, scrittrice e insegnante canadese († 1983)
- 22 marzo - Marquard Slevogt, hockeista su ghiaccio tedesco († 1980)
- 23 marzo - Carlo Agostoni, schermidore italiano († 1972)
- 23 marzo - Leonid Aleksandrovič Antonov, regista cinematografico sovietico († 1985)
- 23 marzo - Lisl Goldarbeiter, modella austriaca († 1997)
- 23 marzo - Basawon Singh, attivista indiano († 1989)
- 23 marzo - Hiroshi Yoneyama, nuotatore giapponese († 1988)
- 24 marzo - Ladislav Čemický, pittore e grafico slovacco († 2000)
- 24 marzo - Angelo De Palo, medico e dirigente sportivo italiano († 1977)
- 24 marzo - Adalbert Deșu, calciatore rumeno († 1937)
- 24 marzo - Richard Wurmbrand, presbitero rumeno († 2001)
- 25 marzo - Giuseppe Biscottini, giurista italiano († 1992)
- 25 marzo - Jay Blackton, compositore statunitense († 1994)
- 25 marzo - Ernst John von Freyend, militare tedesco († 1980)
- 25 marzo - Günther Hepp, alpinista e medico tedesco († 1937)
- 25 marzo - Maria von Maltzan, veterinaria e biologa tedesca († 1997)
- 26 marzo - Willi Allen, attore e musicista tedesco († 1969)
- 26 marzo - Ernst Andersson, allenatore di calcio e calciatore svedese († 1989)
- 26 marzo - Aquiles Baglietto, calciatore argentino
- 26 marzo - Paco Bienzobas, allenatore di calcio e calciatore spagnolo († 1981)
- 26 marzo - Héctor José Cámpora, politico argentino († 1980)
- 26 marzo - Germaine Cellier, francese († 1976)
- 26 marzo - Chips Rafferty, attore australiano († 1971)
- 26 marzo - Rudolf Troppert, sollevatore austriaco († 1999)
- 27 marzo - Luigi Ingrassia, calciatore italiano († 1970)
- 27 marzo - Ferdinando Innocenti, calciatore italiano († 2001)
- 27 marzo - Golo Mann, scrittore, storico e saggista tedesco († 1994)
- 27 marzo - Jean Mercure, attore, scenografo e regista francese († 1998)
- 27 marzo - Eitarō Ozawa, attore giapponese († 1988)
- 27 marzo - Glauco Rossi, pittore italiano († 2001)
- 27 marzo - Ben Webster, sassofonista statunitense († 1973)
- 28 marzo - Nelson Algren, scrittore, poeta e giornalista statunitense († 1981)
- 28 marzo - Bobby Breiter, hockeista su ghiaccio svizzero († 1985)
- 28 marzo - Erich Hanisch, canoista tedesco
- 28 marzo - Willi Huttig, fotografo e alpinista tedesco († 2001)
- 28 marzo - Ján Mudroch, pittore slovacco († 1968)
- 28 marzo - Joan José Nogués, allenatore di calcio e calciatore spagnolo († 1998)
- 28 marzo - Gene Ronzani, giocatore di football americano e allenatore di football americano statunitense († 1975)
- 28 marzo - Walter H. Tyler, scenografo statunitense († 1990)
- 29 marzo - Jack Kinney, regista, sceneggiatore e animatore statunitense († 1992)
- 29 marzo - Bruno Sanguinetti, politico italiano († 1950)
- 30 marzo - John A. Burns, politico statunitense († 1975)
- 30 marzo - Ernst Gombrich, storico dell'arte austriaco († 2001)
- 30 marzo - Eugenio Guarisco, calciatore italiano († 1983)
- 30 marzo - Ivo Lambertini, architetto italiano († 1990)
- 30 marzo - Ernesto Lino, calciatore italiano († 1990)
- 30 marzo - Yuan Muzhi, attore, regista e sceneggiatore cinese († 1978)
- 31 marzo - Robert Brasillach, scrittore, giornalista e poeta francese († 1945)
- 31 marzo - Johann Tauscher, pallamanista austriaco († 1979)